# Ольштин-Головний
53°47′15″ пн. ш. 20°30′27″ сх. д. / 53.7875° пн. ш. 20.5075° сх. д.
Ольштин-Головний (пол. Olsztyn Główny) — головна залізнична станція Ольштина, Вармінсько-Мазурське воєводство, Польща.
Згідно з класифікацією пасажирських станцій у Польщі, є воєводською станцією.

Має у своєму складі залізничний вокзал, 4 криті платформи, локомотивне депо та підземний перехід.
В 2018 році станція обслуговувала приблизно 7900 пасажирів на день.

## Історія

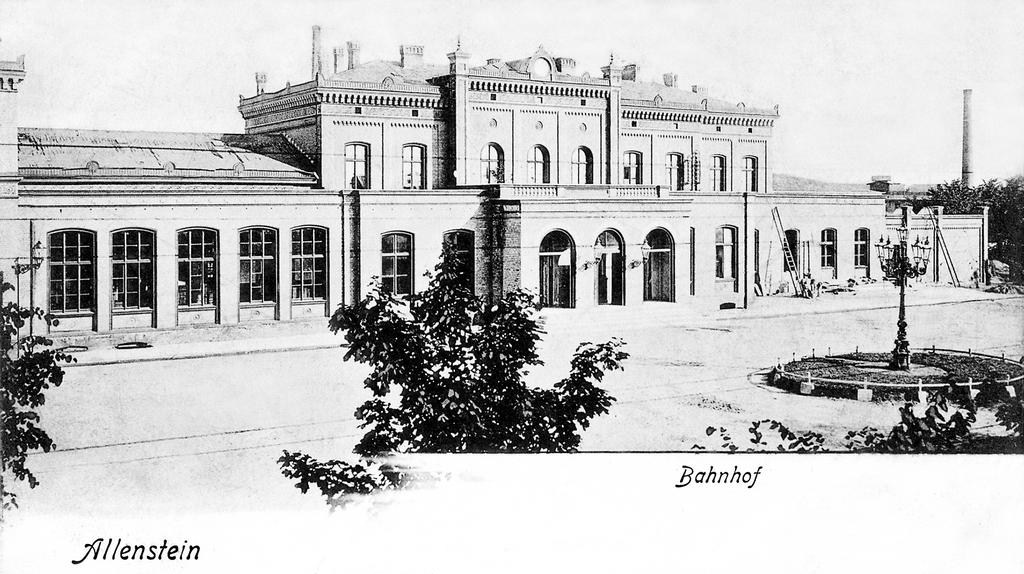
вокзал станції Алленштайн

Будівництво залізничного вокзалу на станції Ольштин-Головний було завершено 1 грудня 1872.
В 1907 році трамвайна лінія сполучила станцію з центром міста.
В 1936—1937 року станція мала назву Алленштайн-Головний (нім. Allenstein Hbf), раніше вона називалася тільки Алленштайн.
Стару трамвайну лінію закрито в 1967 році.
В 2015 році відкрито нову трамвайну лінію.
Під час Другої світової війни станція згоріла.
Реконструкцію та модернізацію зруйнованої станції завершили в 1948 році, новий вокзал прослужив місту двадцять років, після чого був розібраний. Сучасний вокзал введено в експлуатацію в 1971 році.